# Record de France du 100 mètres haies
Pour un article plus général, voir Records de France d'athlétisme.
Le record de France senior du 100 mètres haies est détenu par Cyréna Samba-Mayela depuis le 8 juin 2024, avec le temps de 12 s 31.

## Chronologie du record de France

### Chronométrage manuel
| Temps  | Athlète          | Date            | Lieu     |
| ------ | ---------------- | --------------- | -------- |
| 13 s 6 | Marlène Canguio  | 8 juillet 1969  | Colombes |
| 13 s 6 | Jacqueline André | 3 juin 1972     | Angers   |
| 13 s 3 | Jacqueline André | 24 juin 1972    | Bourges  |
| 13 s 2 | Jeanne Schoebel  | 28 juin 1972    | Varsovie |
| 13 s 2 | Jacqueline André | 21 juillet 1972 | Colombes |
| 13 s 1 | Jacqueline André | 21 juillet 1972 | Colombes |

### Chronométrage électronique
| Temps    | Athlète             | Date             | Lieu              |
| -------- | ------------------- | ---------------- | ----------------- |
| 13 s 30  | Jacqueline André    | 7 septembre 1972 | Munich            |
| 13 s 20  | Laurence Lebeau     | 29 juin 1980     | Villeneuve-d'Ascq |
| 13 s 03  | Laurence Lebeau     | 29 juin 1980     | Villeneuve-d'Ascq |
| 12 s 99  | Laurence Elloy      | 9 mai 1982       | Villeurbanne      |
| 12 s 90  | Laurence Machabey   | 8 août 1982      | Colombes          |
| 12 s 79  | Laurence Elloy      | 12 juin 1985     | Joinville         |
| 12 s 69  | Laurence Elloy      | 8 juillet 1986   | Moscou            |
| 12 s 65  | Monique Éwanjé-Épée | 28 août 1989     | Duisbourg         |
| 12 s 56  | Monique Éwanjé-Épée | 29 juin 1990     | Villeneuve-d'Ascq |
| 12 s 56  | Cindy Billaud       | 12 juillet 2014  | Reims             |
| 12 s 55  | Cyréna Samba-Mayela | 20 avril 2024    | Xiamen            |
| 12 s 43, | Cyréna Samba-Mayela | 8 juin 2024      | Rome              |
| 12 s 31, | Cyréna Samba-Mayela | 8 juin 2024      | Rome              |

## Sources
- DocAthlé2003, Fédération française d'athlétisme, p. 41
- Chronologies des records de France seniors plein air sur cdm.athle.com